# Durabilité du bois
Pour les articles homonymes, voir durabilité (homonymie).
La durabilité du bois décrit la faculté du bois lui permettant de résister à l'altération par des agents extérieurs.
Il y a lieu éventuellement de distinguer « durabilité naturelle » pour le bois non traité et  durabilité améliorée ou « conférée » pour les bois traités par des moyens conservateurs.
Le terme « durabilité » est polysémique. Une notion approchante est la durabilité est définie comme « la capacité d'un bâtiment ou de ses parties à remplir la fonction requise pendant une période de temps spécifiée sous l'influence des agents prévus en service ».  Il n'est d'autre pas question ici question de la durabilité sociétale et écologique.
La prise en compte de la durabilité du bois a conduit à l'établissement de classes de durabilité, fournissant des cotes de durabilité pour différents agents biotique de dégradation du bois: champignons, coléoptères, termites et foreurs marins.

## Description
Des bois d'essences différentes ont des résistances naturelles différentes aux attaques lignivores, xylophages, termes collectifs qui se rapporte aux champignons, mollusques, insectes ou bactéries, qui vont se nourrir de bois. 

## Chimie du bois
Le bois est un polymère naturel composé principalement de cellulose, d'hémicellulose et de lignine dans une matrice qui fournit un support structurel à l'arbre vivant et une certaine résistance contre les attaques microbiennes.
Les micro-organismes cellulolytiques  (responsables de l'hydrolyse enzymatique (en) de la cellulose) en recyclant la cellulose, le glucide le plus abondant produit par les plantes, jouent un rôle important dans la biosphère. La cellulose est un polymère simple (polyholoside), mais elle forme des microfibrilles cristallines insolubles, qui sont très résistantes à l'hydrolyse enzymatique.
La cellulase, l'une des nombreuses enzymes qui catalysent la cellulolyse, la décomposition de la cellulose et de certains polysaccharides apparentés, est principalement produite par des champignons, des bactéries et des protozoaires. Le nom est également utilisé pour tout mélange ou complexe naturel de diverses enzymes de ce type, qui agissent en série ou en synergie pour décomposer la matière cellulosique.
La lignine, un polymère hétérogène d'unités phénylpropane, est extrêmement résistante à certains champignons de décomposition. Néanmoins, d'autres organismes ont développé la capacité d'attaquer un ou plusieurs des polymères de la paroi cellulaire du bois.

## Distinction aubier / bois de cœur
L'aubier du bois abattu est réputé n'avoir aucune résistance aux attaques biologiques, tandis que la résistance naturelle du bois de cœur ou duramen varie de médiocre à très bonne, propriété qui ne devient apparente que lorsque le bois est exposé aux éléments naturels, principalement l'humidité.
Certaines essences de bois ont évolué pour produire des composés extractifs qui peuvent protéger le bois; ce sont les principales sources de résistance à la pourriture chez toutes les espèces. Ces composés sont produits lorsque les cellules des rayons vivants dans la zone intérieure de l'aubier meurent, formant le bois de cœur non vivant. Au fur et à mesure que l'aubier meurt dans les espèces de bois avec du bois de cœur durable, une série de réactions dans les cellules de stockage ou de parenchyme des rayons du bois, convertit les sucres et l'amidon stockés en un large éventail de composés fongitoxiques, qui deviennent un constituant du nouveau bois de cœur. L'aubier de presque toutes les espèces n'a pas de durabilité naturelle (Toole 1970, Eslyn et Highley 1976), lié au fait que ces extractifs y sont en faible quantité.
Les produits d'extraction peuvent être toxiques ou simplement influencer la dynamique de l'humidité. Ces deux aspects sont probablement combinés dans des essences de bois plus durables comme  (Tectona grandis L.) ou Robinia pseudoacacia.
Le bois de cœur de certaines espèces a une couleur plus foncée distinctive, tandis que dans d'autres, il diffère peu de couleur de l'aubier. La résistance à la pourriture parmi les bois peut varier selon les espèces d'arbres, entre les arbres individuels et à l'intérieur des arbres individuels. La variation des composants inhibiteurs du bois de cœur a été étudiée par Scheffer et Cowling (1966).
L'aubier aspire généralement beaucoup plus d'eau que le bois de cœur. L'aubier qui dans un arbre sur pied présente une résistance active contre les agressions, dans le bois abattu contient souvent des réserves d'amidon qui vont attirer les insectes (l'expérience a montré que l'abattage hivernal tel qu'il était pratiqué, choisissant la période où la concentration en composants azotés dans l'arbre est la plus grande, va à l'encontre de la meilleure conservation du bois). L'aubier est généralement purgé.

## Hygroscopicité du bois
Le duramen comprend des cellules de bois mortes et inactives. Les ouvertures entre les cellules de l'aubier qui permettent le transport de l'eau dans la plante, sont fermées dans le duramen, et ne fonctionnent plus comme des voies de transport. Le bois de cœur a tendance à être assez résistant au transport de l'eau, en particulier dans les plans tangentiels et radiaux, bien qu'une certaine absorption puisse se produire par le bout des bois.
L'hygroscopicité du bois est un facteur envisagé dans ses applications. 
En plus des extraits hydrophobes, la capacité du bois à absorber et à libérer de l'eau sous forme liquide ou vaporeuse dépend de différentes caractéristiques anatomiques. Formation de tylosis, taille et la distribution des vaisseaux dans les feuillus, affectent de manière significative le taux d'absorption et de libération d'humidité. 

## Coléoptères
Parmi les coléoptères foreurs sont souvent mentionnés Anobium punctatum (la petite vrillette, un foreur domestique) et Lyctus brunneus (le Lycte brun).

## Termites
Ont une durabilité naturelle forte et sont résistantes aux termites naturellement, les essences tropicales africaines suivantes Afromosia, Azobé, Bilinga (Nauclea diderrichii), Bossé (Guarea spp.), Bubinga (Guibourtia spp.), Congotali (Letestua durissima), Difou (Morus mesozygia), Doussié (Afzelia spp.), Eyoum (Dialium spp.), Iatandza (Albizia ferruginea), Iroko (Milicia excelsa), etc..,  les essences tropicales sud-américaines suivantes : Amarante (Peltogyne spp.), etc.; les essences tropicales asiatiques suivantes : Bangkiraï (Shorea laevis), Merbau (Intsia spp.) et Teck (Tectona grandis), etc..

## Foreurs marins
En Europe du Nord, Teredo navalis est l'espèce qui présente le plus grand danger, tandis que sur la côte atlantique du sud de l'Europe, Lyrodus pedicellatus est l'espèce la plus destructrice, à l'exception de deux sites au Portugal. Dans ces sites, Limnoria tripunctata était plus destructrice que L. pedicellatus. En Méditerranée, T. navalis et L. pedicellatus présentent un risque de foreur très élevé.
L'activité des foreurs de bois marins provoque de grandes destructions dans les structures maritimes en bois. C'était la principale cause de destruction des bordages dans la marine en bois. Elle imposait doubler en cuivre les coques des navires.

## Facteur environnementaux et géométriques
Le risque de décomposition du bois utilisés au-dessus du sol peut être évalué uniquement sur la base du climat. La durabilité relative est le plus souvent considérée en référence au bois exposé dans le sol, mais la durabilité au-dessus du sol est également une grande préoccupation pour le bois utilisé pour des terrasses en bois, les châssis de fenêtres et un éventail d'autres usages.
Le risque de dégradation en surface peut être estimé en combinant les valeurs de précipitations et la température mensuelle moyenne. Des indices climatiques ont été créés aux États-Unis comme le « decay hazard index » appelé  aussi « Scheffer index » aux États-Unis,, pour estimer le risque de décomposition du bois exposé à l'extérieur au-dessus du sol,. Pour le CSIRO australien qui a fait des recherches semblables le temps de mouillage est le seul paramètre climatique d'intérêt, les précipitations annuelles totales et la température annuelle moyenne se sont révélées avoir un effet pratique minimal pour les climats australiens.
Un paramètre très important pour le CSIRO  était la géométrie des systèmes de joints. Le modèle d'attaque fongique développé par le CSIRO est basé sur l'hypothèse qu'une dégradation importante ne se produit que lorsque la teneur en humidité du bois est supérieure à celle du point de saturation des fibres, soit une teneur en humidité d'environ 30%. Le mécanisme d'attaque suppose que l'eau est aspirée dans une base en bois via une fente ou par une interruption dans un revêtement; l'humidité absorbée ne pouvant s'évaporer par la fente ou par une autre voie, provoque une décomposition. Ainsi, les deux considérations les plus importantes sont le temps de mouillage et la géométrie de l'assemblage de bois. Pour les teneurs en humidité jusqu'au point de saturation des fibres (environ 30%), l'humidité est adsorbée dans les parois des cellules et la décomposition est minime, car les champignons de décomposition n'ont pas la force d'aspiration suffisante pour accéder à l'humidité. Au-dessus de cette valeur, l'humidité est sous forme libre, facilement accessible aux champignons de décomposition, et en conséquence, la décomposition s'effectue rapidement. Lorsque la lumière des cellules est remplies à plus de 80% d'eau, l'oxygène est insuffisant pour que les champignons de pourriture survivent et, par conséquent, la pourriture cesse.
D'abord se développe une fente de surface par des effets mécanosorptifs, qui suffisamment élargie va aspirer l'eau de pluie; l'eau en suffisance va permettre d'amorcer la décomposition. À mesure que la poche de décomposition augmente en taille, elle retient plus d'eau et conduit à une décomposition accrue pour chaque épisode de pluie. Une autre cause potentielle de mouillage du bois au-dessus du point de saturation des fibres est la mise en contact du bois avec la maçonnerie.

## Bois durables, bois non durables
Les bois clairs, ou « bois blancs », en anglais «  deal » sont considérés comme non durables. Ce sont des bois dont le duramen n'est pas différencié de l'aubier et qui sont employés tels quels sans retrait de l'aubier: peuplier, sapin. On en fait essentiellement des meubles et des objets vendus sans peinture ni vernis.
L'épicéa, dont le bois de cœur ne se distingue pas visuellement de l'aubier à l'état sec, est l'un des bois de construction les plus importants. Il a une durabilité basse lorsqu'en contact avec le sol. Cependant l'épicéa est moins hygroscopique et absorbe donc l'humidité plus lentement que l'aubier de pin, la durabilité naturelle de l'épinette peut être considérée comme meilleure que la classification standard (sous SS-EN 350). L'épicéa s'est donc révélé bien adapté à certaines applications à l'extérieur au-dessus du sol, par exemple dans les revêtements extérieurs en bois et les bardages de façade.
Teck, iroko, cumaru, le robinier faux-acacia et le Western red cedar ont une haute résistance naturelle. Le bois de cœur du chêne a une bonne durabilité naturelle. Des essences courantes comme le pin et le mélèze ont des durabilité relativement modestes au contact du sol.

## Classe de durabilité
La classe de durabilité consiste en différentes normes utilisées pour indiquer la résistance du bois dans certaines conditions défavorables: pour le Comité européen de normalisation, la norme EN-350:2016 , Durabilité du bois et des matériaux dérivés du bois - Méthodes d'essai et de classification de la durabilité vis-à-vis des agents biologiques du bois et des matériaux dérivés du bois - Durabilité du bois et des matériaux dérivés du bois - Méthodes d'essai et de classification de la durabilité à l'eau du bois et des matériaux à base de bois, pour l'Organisation internationale de normalisation la norme ISO 21887:2007, Durabilité du bois et des produits à base de bois — Classes d'emploi. Ces normes sont utilisées dans le commerce et l'industrie du bois et sont la base officielle pour toutes les applications du bois où la durabilité a un rôle à jouer.
La classe de durabilité est définie comme la résistance de différentes essences de bois confrontées à des agents biotique de dégradation du bois (champignons, coléoptères, termites, foreurs marins), Les différentes normes ne fournissent pas de cotes de durabilité naturelle contre les risques physiques ou mécaniques, les dangers chimiques et les risques d'incendie.
La durabilité du bois contre les champignons destructeurs du bois est en Europe traditionnellement déterminée dans des tests de résistance en laboratoire, utilisant des cultures pures de pourriture brune ou de pourriture blanche — la pourriture est dite blanche ou brune selon que les micro-organismes responsables de la pourriture sont producteurs ou non d'enzymes capables d'oxydation — causant des basidiomycètes (par exemple, CEN/TS 15083-1, CEN, 2005b); des micro-écosystèmes terrestres avec pourriture molle - causant des micromycètes (CEN/TS 15083-2, CEN. 2005c), ou des essai de plein champ, essais réalisé en plein air, sur des pièces de bois mises au contact du sol (en anglais américain « graveyard test » selon EN 252. CEN. 2015a).
Les résultats des tests peuvent être utilisés pour classer la durabilité des essences de bois et des matériaux à base de bois en fonction de valeurs relatives, c'est-à-dire en référence à des essences de bois non durables telles que l'aubier de Pinus sylvestris L. ou Fagus sylvatica L. selon EN 350, (CEN, 2016) de classe de durabilité DC 1 (très durable) à DC 5 (non durable),.
La classification de la durabilité d'une essence forestière n'est pas quelque chose qui peut être fait avec une grande précision en raison de la variabilité des propriétés du bois au sein d'une espèce, même au sein de l'arbre individuel, et de la nature variable du danger auquel le bois sera exposé.